# На стройке МТС и совхозов
«На стройке МТС и совхозов» — советский художественно-иллюстрированный ежемесячный журнал, выходил в издательстве изобразительного искусства в 1934—1937 годах. Специализировался на пропаганде достижений совхозного и колхозного строительства.
Выделился в качестве самостоятельного издания из журнала «СССР на стройке». Ответственным редактором стал член редколлегии «СССР на стройке» С. Б. Урицкий. В редколлегию нового журнала вошли А. П. Карпинский, Б. Ф. Малкин, Ф. Панфёров. Ближайшими сотрудниками были М. Горький, П. П. Крючков, А. Б. Халатов.
Журнал средствами фотоочерка и фоторепортажа пропагандировал «лучшие образцы честной работы в колхозе, лучшие образцы организаторской деятельности в МТС и совхозах, лучшие достижения в области поднятия сельского хозяйства, культуры и быта колхозов и совхозов». Печатался на высокосортной бумаге способом меццо-тинто и цветного офсета.
Первый номер вышел в июле 1934 года. Журнал был закрыт на третьем номере за 1937 год.